# Діршайд
Діршайд (нім. Dierscheid) — громада в Німеччині, розташована в землі Рейнланд-Пфальц. Входить до складу району Бернкастель-Віттліх. Складова частина об'єднання громад Віттліх-Ланд.
Площа — 2,42 км2. Населення становить 173 ос. (станом на 31 грудня 2020).